# Kaffesläktet
Kaffe (Coffea) är ett växtsläkte med cirka 100 arter i familjen måreväxter. De förekommer vilda i tropiska Afrika, på Madagaskar och Maskarenerna. Några arter odlas för produktion av kaffe. Bengaliskt kaffe (C. bengalensis) odlas främst som prydnadsväxt. Cirka 70 procent av arterna är utrotningshotade på grund av miljöförstöring.
Kaffesläktet består av  städsegröna buskar eller små träd med ibland hög stam som kan bli upp till tio meter höga. Bladen är motsatta, läderaktiga. Blommorna kommer vanligen från blomställningar i bladvecken, ibland är blomställningarna dock toppställda på sidogrenar. De är tvåkönade. Fodret är avhugget, grunt tandat. Kronan har en blompip och ett utbrett eller rörformat bräm. Ståndarna har vanligen samma antal som kronans flikar. Frukten är ett tvåfröigt bär. Fröna kallas kaffebönor och innehåller de verksamma ämnena koffein (kemiskt metylxantin), teobromin och teofyllin. Den egentliga kaffearomen utvecklas först vid rostning av bönorna, och den färdiga produkten heter kaffe.
Namnet, både det vetenskapliga och det svenska, kommer av den sydvästra provinsen Kaffa i Etiopien, där arten växer vild.  
Flera arter är känsliga för sjukdomar och insektsangrepp. En gräshoppssvärm kan på några få timmar ödelägga en hel kaffeplantage genom att äta upp alla bladen (något som beskrivs i Karen Blixens Den afrikanska farmen). Kaffebladsrost angriper bladen, med drastisk påverkan på kaffeskörden.
Det är främst tre arter och en hybrid som odlas för kaffeproduktion:
- Arabiskt kaffe (C. arabica)
- Robustakaffe (C. canephora)
- Arabustakaffe (Coffea × arabusta)
– hybrid av de två ovanstående
- Liberiakaffe (C. liberica)